# مکعب مستطیل
مُکَعَب مستطیل شکل هندسی سه بعدی است که دارای شش رویه مستطیل شکل، دارای ۸ گوشه و ۱۲ لبه است. در مکعب مستطیل همه زوایا قائمه و وجوه روبروی هم با یکدیگر برابرند. حجم آن برابر است با حاصل‌ضرب مساحت قاعده در ارتفاع آن. مکعب حالت خاصی از مکعب مستطیل است.